# 남산 트라팰리스
남산 트라팰리스(영어: Namsan Trapalace)은 대한민국 서울특별시 중구 회현동에 위치한 아파트 단지이다.

## 같이 보기
- 서울특별시의 마천루 목록